# Diversitat sexual a Cambodja
Les diversitat sexual a Cambodja s'enfronta a desafiaments legals que no experimenten els residents no LGBTI. L'activitat sexual entre persones del mateix sexe és legal a Cambodja. Si bé els costums culturals tradicionals tendeixen a ser tolerants en aquesta àrea, fins i tot brinden suport expressament a persones d'un gènere intermedi o tercer sexe, la legislació de drets LGBT encara no ha estat promulgada pel governant Partit Popular de Cambodja.
El rei Norodom Sihamoni dona suport a la legalització del matrimoni entre persones del mateix sexe. Després que el Tribunal Constitucional de Taiwan va dictaminar que prohibir el matrimoni entre persones del mateix sexe era inconstitucional, molts van demanar a Cambodja que legalitzés el matrimoni entre persones del mateix sexe.
Phnom Penh i Siem Reap tenen una presència LGBT visible, amb molts bars, clubs i altres llocs que atenen la comunitat LGBT. Les desfilades de l'orgull s'han dut a terme a Cambodja des de 2003, i han guanyat força cada any. No obstant això, si bé els visitants LGBT tendeixen a sentir-se acceptats, molts cambodjans LGBT denuncien discriminació social, inclosos els matrimonis forçats entre persones del sexe oposat, la discriminació en el treball i l'assetjament escolar a les escoles. Diversos grups de drets humans, especialment el Centre Cambodjà de Drets Humans, CamASEAN i la Comunitat Rainbow Kampuchea, treballen per a reduir la discriminació relacionada amb LGBT i crear consciència sobre les persones LGBT. A través del seu treball, han persuadit al Govern perquè introdueixi noves classes d'educació inclusiva LGBT en totes les escoles cambodjanes i per a oferir a les parelles del mateix sexe un reconeixement legal limitat.